# Allan Bell
Allan Bell é um sociolinguista neozelandês conhecido principalmente por sua teoria do design de audiência (audience design). Bell é um dos fundadores do Journal of Sociolinguistics.